# 维瑟河谷豪森
维瑟河谷豪森（發音：[ˈhaʊzn̩ ʔɪm ˈviːzn̩ˌtaːl]）是德国巴登-符腾堡州弗赖堡行政区勒拉赫县的市镇，面积5.13平方千米，2023年12月31日人口为2,385人。